# Everything Is Amplified
Everything Is Amplified er det tredje studiealbum af den danske elektro-rock-gruppe VETO. Det blev udgivet den 28. februar 2011 på Sony Music. Den første single, "This Is Not" havde premiere til P3 Guld den 14. januar 2011 og blev kortvarigt inden, på samme dag, udgivet til download. Den 17. januar blev sangen valgt til P3's Uundgåelige.
Albummets titel er taget fra en tale af den amerikanske tv-vært og komiker Jon Stewart under demonstrationen Rally to Restore Sanity and/or Fear i Washington, D.C. den 30. oktober 2010, hvor han sagde: "When everything is amplified, we hear nothing". Om albummet fortæller sangskriver Troels Abrahamsen, der også har fungeret som producer: "Vi er nået til et punkt, hvor vi giver os plads til at lege mere, hvorimod vi tidligere har været meget strukturerede og systematiske. Så der er højere til loftet og mere knald på kor og rumklang på pladen. Det hele er uden filter, og det har været rart for os at mærke, at musik ikke altid skal tænkes."

## Trackliste
| #   | Titel                            | Længde |
| --- | -------------------------------- | ------ |
| 1.  | "You're Hard to Get"             | 3:50   |
| 2.  | "Am I Awake or Should I Wake Up" | 4:15   |
| 3.  | "This Is Not"                    | 4:07   |
| 4.  | "Slowres"                        | 3:59   |
| 5.  | "Already Ready"                  | 4:06   |
| 6.  | "If Else"                        | 2:52   |
| 7.  | "Fell into Place"                | 5:08   |
| 8.  | "Take It Outside"                | 2:50   |
| 9.  | "Spun"                           | 3:30   |
| 10. | "Popular Concussion"             | 4:09   |

| 11. | "Way Down" | 2:55 |